# 18 juillet 1941
Le vendredi 18 juillet 1941 est le 199e jour de l'année 1941.

## Naissances
- Barbara Masekela, poète, enseignante et militante sud-africaine
- Bernard L. Stein, journaliste américain
- Claude-Emmanuelle Yance, écrivaine canadienne
- Frank Farian, producteur musical et auteur-compositeur-interprète allemand
- Friedrich Braun, joueur de basket-ball brésilien
- Jack Jersey (mort le 26 mai 1997), Chanteur hollandais, compositeur, parolier, arrangeur, producteur de musique, musicien
- Jean-Pierre Maurin (mort le 15 août 1996), acteur français
- Karl von Wogau, personnalité politique allemande
- Lonnie Mack (mort le 21 avril 2016), bassiste et chanteur américain de rock'n'roll de blues et de country
- Marcia Jones-Smoke, kayakiste américaine
- Martha Reeves, chanteuse de rhythm-and-blues
- Starletta DuPois, actrice américaine
- Stephen Holden, écrivain, poète et critique de cinéma et de musique américain
- Vicente Pereda, joueur de football mexicain

## Décès
- Georges Barillet (né le 25 janvier 1871), personnalité politique française
- Léo Courtois (né le 24 octobre 1878), acteur français
- Per Olof Hallman (né le 16 mai 1869), architecte suédois

## Événements
- Création de l'insigne de la défense antiaérienne de la Heer
- France : Pierre Pucheu devient ministre de l'Intérieur.
- Les troupes roumaines réoccupent la Bessarabie et la Bucovine.